# جاثوم (فیلم ۱۹۶۶)
جاثوم (فیلم ۱۹۶۶) (به انگلیسی: Incubus) فیلمی ۷۸ دقیقه‌ای به کارگردانی لزلی استیونز با بازی ویلیام شاتنر است.